# Зайковский, Антоний
Антоний Зайковский (пол. Antoni Zajkowski; род. 5 августа 1948, Maleczewo, Варминско-Мазурское воеводство) — польский дзюдоист, чемпион и призёр чемпионатов Польши, призёр чемпионатов Европы и мира, серебряный призёр летних Олимпийских игр 1972 года в Мюнхене.

## Карьера
Выступал в полусредней весовой категории (до 70 кг). Чемпион (1970, 1973, 1974 годы), серебряный (1976) и бронзовый (1969) призёр чемпионатов Польши. Победитель и призёр международных турниров. Серебряный призёр чемпионатов Европы 1969 и 1971 годов. Бронзовый призёр чемпионата мира 1971 года в Людвигсхафене.
На летних Олимпийских играх 1972 года в Мюнхене Зайковский победил никарагуанца Эрвина Гарсиа, пуэрториканца Густаво Брито, француза Патрика Виаля, но уступил японцу Тоёкадзу Номура. Затем поляк победил венгра Антала Хетени, представителя ГДР Дитмара Хётгера, но в схватке за золото снова уступил Номуре и выиграл серебро Олимпийских игр.